# بلیندا مونتگومری

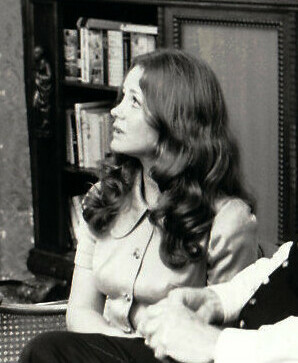
بلیندا مونتگومری در برنامه تلویزیونی مرد

بلیندا مونتگومری (انگلیسی: Belinda Montgomery؛ زادهٔ ۲۳ ژوئیهٔ ۱۹۵۰) یک نقاش، و هنرپیشه اهل کانادا است.
از فیلم‌های او می‌توان به نقطه فروپاشی اشاره کرد.